# Cirque du Soleil
Cirque du Soleil (franceză: [sɪʁk dzy sɔ.lɛj], „Circul Soarelui”) este o companie de divertisment cu sediul în Montreal și cel mai mare producător de circ contemporan din lume. Situat în zona interioară a orașului Saint-Michel, a fost fondat în Baie-Saint-Paul la 16 iunie 1984 de foștii interpreți de stradă Guy Laliberté și Gilles Ste-Croix.
Având originea ca o trupă performantă, numită Les Échassiers (pronunție în franceză [lez‿e.ʃa.sje], „Păsări limicole”), aceștia au vizitat Quebec-ul sub diferite forme între 1979 și 1983. Greutățile lor financiare inițiale au fost alinate în 1983 printr-o subvenție guvernamentală din partea Consiliul pentru arte din Canada va avea loc ca parte a sărbătorilor de 450 de ani de la călătoria lui Jacques Cartier în Canada. Prima lor producție oficială Le Grand Tour du Cirque du Soleil a avut un succes în 1984, iar după ce și-a asigurat un al doilea an de finanțare, Laliberté l-a angajat pe Guy Caron de la Școala Națională de Circ pentru a-l recrea ca „circ propriu”. Abordarea sa teatrală, bazată pe personaj și absența unor animale performante au ajutat la definirea Cirque du Soleil drept circul contemporan („nou cirque”), care rămâne în prezent.
După succesele financiare și eșecurile de la sfârșitul anilor 1980, Nouvelle Expérience a fost creată - cu regia lui Franco Dragone - care nu numai că a făcut ca Cirque du Soleil să fie rentabil până în 1990, dar i-a permis să creeze noi spectacole.
Cirque du Soleil s-a extins rapid prin anii 1990 și 2000, crescând de la un spectacol la 19 spectacole în peste 300 de orașe de pe fiecare continent, cu excepția Antarcticii. Compania angajează 4.000 de oameni din 50 de țări și generează un venit anual de aproximativ 1 miliard de dolari. Manifestările multiple permanente din Las Vegas se joacă la peste 9.000 de persoane pe noapte, 5% din vizitatorii orașului, adăugându-se celor peste 100 de milioane de oameni care au văzut producții Cirque du Soleil în întreaga lume.

## Legături externe
- Site web oficial
- Cirque du Soleil — știri și comentarii colectate la The New York Times
- The Cirque: An American Odyssey, documentary film about Cirque du Soleil's 1988 U.S. tour, National Film Board of Canada